# Shoji Jo
Shoji Jo (Muroran, Hokkaidō, 17 de juny de 1975) és un exfutbolista japonés, que ocupava la posició de davanter.

## Trajectòria
Comença la seua carrera professional al JEF United, el 1994. En la seua primera temporada ja marca 12 gols. Després de tres temporades, marxa al Yokohama Marinos. Les seues actuacions li valen una cessió al Reial Valladolid, de la primera divisió espanyola. No aconsegueix despuntar al club castellà, en part a causa d'una lesió, que només li permet marcar dos gols en 15 partits.
Hi retorna al seu país per militar al Vissel Kobe primer i al Yokohama FC després, on recupera la seua marca golejadora. Amb aquest club aconsegueix pujar a la màxima categoria del país, la J 1, tot retirant-se l'any 2006.
Després de la seua retirada ha actuat com a comentarista esportiu.

## Selecció
Va disputar 35 partits amb la selecció japonesa, amb la qual va marcar set gols. Hi va participar en el Mundial del 1998, així com a la Copa Amèrica de 1999 (Japó hi va ser el país convidat) i la Copa d'Àsia de 1996. Eixe mateix any disputa amb el Japó els Jocs Olímpics d'Atlanta.